# Emilia Tavernier Gamelin

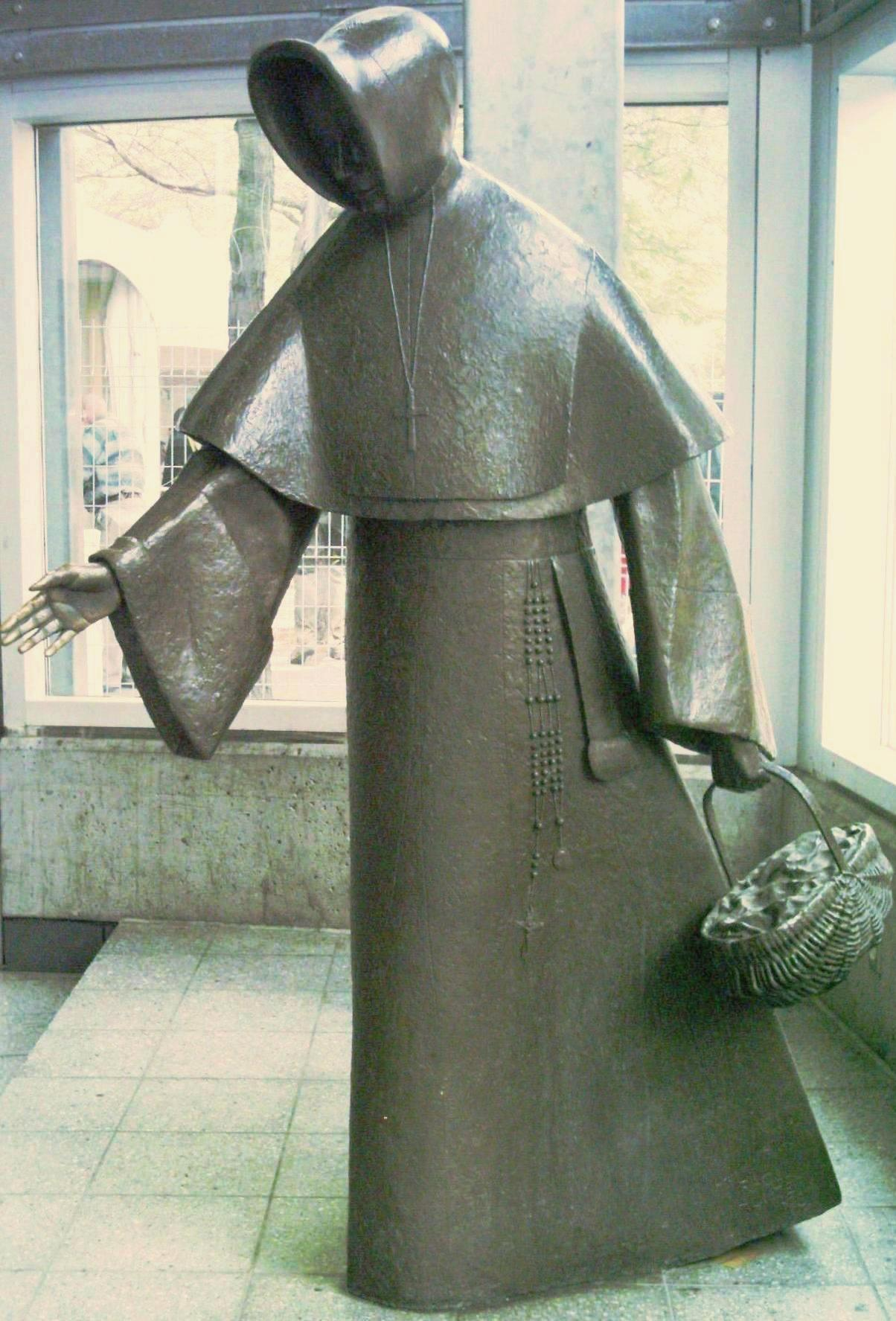
Pomnik bł. Marii Emilii w metro Berri-UQAM w Montrealu

Maria Emilia Tavernier Gamelin, właśc. Émilie Tavernier  (ur. 19 lutego 1800 w Montrealu, zm. 23 września 1851 tamże) – kanadyjska zakonnica, założycielka Zgromadzenia Sióstr Opatrzności z Montrealu, błogosławiona Kościoła rzymskokatolickiego.
Urodziła się w mieszczańskiej, zamożnej i pobożnej, wielodzietnej rodzinie, jako ostatnia z piętnaściorga dzieci Antoniego i Józefy. Kiedy miała 4 lata zmarła jej matka. Wówczas zaopiekowała się z nią ciotka. Kształciła się u sióstr Notre-Dame, gdzie przebywała aż do śmierci ojca, w 1814 roku. W dniu 4 czerwca 1823 roku wyszła za mąż za Jean-Baptiste'a Gamelina, starszego od niej o 23 lata. Z tego związku urodziło się troje dzieci z których dwoje zmarło po narodzinach. W 1827 zmarł jej mąż, a w 1828 jej trzecie dziecko. Szczególnie pomagała ubogim i potrzebującym.
4 marca 1828 roku otworzyła przytułek dla starszych i ubogich kobiet. 25 marca 1843 biskup Montrealu Ignacy Bourget dokonał obłóczyn Emilii. W rok później pierwsze siostry złożyły śluby zakonne i wybrano Emilię na przełożoną generalną zgromadzenia zakonnego Sióstr Opatrzności.
Maria Emilia zmarła w opinii świętości na cholerę mając 51 lat.
Beatyfikował ją papież Jan Paweł II w dniu 7 października 2001 roku.